# Exoneura concinnula
Exoneura concinnula là một loài Hymenoptera trong họ Apidae. Loài này được Cockerell mô tả khoa học năm 1913.

## Hình ảnh

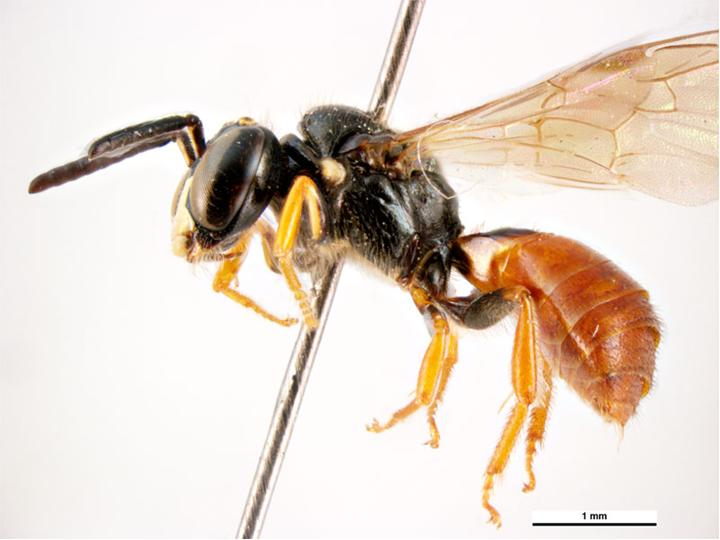